# 毛果甘青乌头
毛果甘青乌头（学名：Aconitum tanguticum var. trichocarpum）为毛茛科乌头属下的一个变种。

## 扩展阅读
- 維基物種上的相關：毛果甘青乌头